# Fregona
Fregona – miejscowość i gmina we Włoszech, w regionie Wenecja Euganejska, w prowincji Treviso.
Według danych na rok 2004 gminę zamieszkiwało 2927 osób, 69,7 os./km².

## Współpraca
Miejscowość partnerska:
- Court-Saint-Étienne, Belgia